# Finn McKenty
Finnegan „Finn“ McKenty (* 7. September 1978) ist ein US-amerikanischer Webvideoproduzent, Marketingstratege, Autor und Grafikdesigner. Er wurde bekannt durch seinen YouTube-Kanal The Punk Rock MBA.

## Leben
Finn McKenty wuchs in Snohomish im US-Bundesstaat Washington auf. Im Alter von 18 Jahren zog er nach Cleveland, bevor er ein Studium an der University of Cincinnati aufnahm. Finn McKenty kehrte später in den Bundesstaat Washington zurück und wohnt in Olympia. Er ist verheiratet und hat einen Sohn.

## Karriere

### Musikautor
Nachdem er im Dezember 1990 erstmals ein Hardcore-Punk-Konzert besuchte, begann er zwei Jahre später Fanzines zu veröffentlichen. Dabei schrieb er über Bands, die seiner Meinung nach „mehr Aufmerksamkeit verdient hätten“. McKentys Fanzines erhielten positive Kritiken von etablierten Magazinen wie Maximumrocknroll, Punk Planet und HeartattaCk. Später schrieb er für Magazine wie Decibel und Terrorizer. Unter dem Pseudonym Seargent D schrieb McKenty für Magazine wie MetalSucks und der Comedy-Website Stuff You Will Hate, die sich auf eine satirische Betrachtung der Metal- und Hardcore-Punk-Szene spezialisierte.

### YouTube
Im Juni 2015 gründete Finn McKenty die Website The Punk Rock MBA, die sich auf die Unterstützung und Beratung der DIY-Community in den Bereichen Karriere, Geschäft und Leben konzentrierte. Ab September 2017 begann er auf YouTube Videos hochzuladen, die sich primär auf Analysen der Musikindustrie in den Bereichen Rock und Metal fokussierte. Das Magazin Billboard lobte McKentys Kanal für seine „ausführliche Recherche“ und die „liebenswerte DIY-Produktion“. Bereits im Juni 2019 hatte der Kanal über 100.000 Abonnenten. Im September 2023 stieg diese Zahl auf 500.000. Bei den Heavy Music Awards 2021 wurde The Punk Rock MBA in der Kategorie Best Podcast nominiert.
Finn McKenty startete im August 2019 unter seinem eigenen Namen einen Zweitkanal. Ende 2024 zog sich McKenty von YouTube zurück und erklärte, dass sein Interesse an der Musik nie wirklich groß gewesen wäre. Er habe den Kanal nur des Geldes wegen gemacht und habe seine finanziellen Ziele erreicht.

### Weitere Tätigkeiten
Nach seinem Abschluss an der Universität arbeitete McKenty im Bereich Strategisches Design in einer Beraterfirma für Produktentwicklung und arbeitete dabei mit Firmen wie Procter & Gamble für deren Marken Swiffer oder Febreze zusammen. Darüber hinaus erarbeitete er Videos für Quiksilver oder DC Shoes. Ab 2009 arbeitete er für Abercrombie & Fitch als Produktdesigner und war zeitweise Kontrolleur in asiatischen Fabriken.
Im Mai 2013 war McKenty Co-Gründer des Kanals Music & Audio bei CreativeLive, einer Online-Bildungsplattform für Musikproduktion im Bereich Progressive Metal und elektronischer Musik. Den Auftritt von Kurt Ballou verfolgten über 10.000 Zuschauer live. Darüber hinaus arbeitet er seit September 2017 als Marketingdirektor für die URM Academy, einer Onlineplattform, auf der Musikproduzenten erklären, wie sie von ihnen betreute Alben gemischt haben.